# SLT 50 エレファント

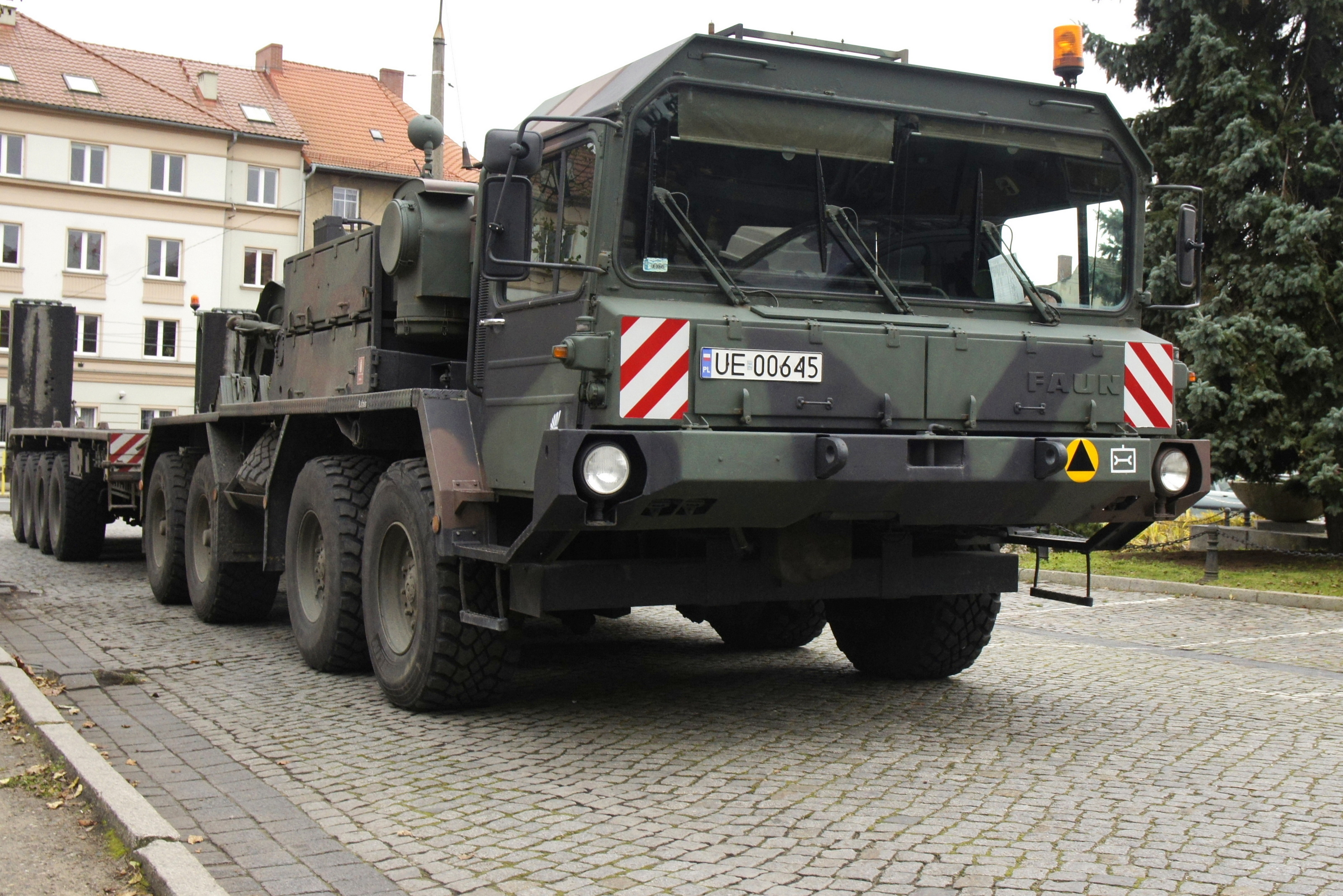
ポーランド軍のSLT 50 エレファント

SLT 50 エレファントは、ドイツ連邦軍で運用されている戦車運搬車である。

## 概要
1960年代、当時の西ドイツとアメリカ合衆国との間で、新型の主力戦車の共同開発プログラム"MBT-70"がスタートした。この新型戦車は双方の国からの新技術の投入や要求仕様の盛り込みなどによって、車体重量が50トンを超えることが見込まれていた。このため、より積載重量の大きい新型の戦車運搬車が必要であることが明らかとなり、こちらも西ドイツ・アメリカ合衆国の共同開発プログラムとして、1965年に Heavy Equipment Transporter 70, HET-70プログラムが立ち上げられ、MBT-70プログラムと平行して進められる事となった。その後、アメリカのクライスラー社によってHET-70の試作車が製造されたが、予算の高騰を理由に1970年代に入りMBT-70プログラムは中止され、HET-70の共同開発計画も頓挫した。
しかしながらドイツ・アメリカ両国はそれぞれの国で戦車および戦車運搬車の開発は続けており、ドイツ陸軍はファウン社（Faun GmbH）に対し、新型の全地形対応型重量級トラクターの開発を依頼し、並行してクルップ社には戦車運搬用セミトレーラーの開発を依頼した。
この結果、両社によってSLT 50-2トラクターおよび52トン SaAnh セミトレーラーが開発された。この組み合わせは1971年に初めて試験され、最初の量産車輛による連結試験は1976年4月に行われた。生産は1979年に終了し、約4年間で324輌のSLT 50 エレファント戦車運搬車が生産され、全てドイツ連邦軍に納品された。ファウン社はトラクター部の製造を担当し、ケスボーラー社（Kässbohrer）はクルップ社のライセンスの元、トレーラー部を製造した。SLT 50 エレファントは、トラクター部を開発・製造したファウン社の名をとり、ファウン・エレファントやファウン SLT-50 エレファントなどとも呼称される。
なお、HET-70の共同開発が中止された後、アメリカでは試作車両を開発していたクライスラー社によってM746 HETが完成され、SLT 50とほぼ同時期である1975年から1977年にかけて、ワード・ラ・フランス社によって193両が製造された。M746はアメリカ製の軍用トラックとしては珍しいキャブオーバー型で、全体的なシルエットや車格・構造は同じHET-70計画をベースに開発されたSLT 50 エレファントと非常によく似ている。
SLT 50-2は1994年から新型のレオパルト2主力戦車の輸送に対応するためエンジン出力の強化やウィンチの強化などの改修を受け、SLT 50-3仕様となった。この改修プログラムは2000年に終了しており、SLT 50-3は2015年までドイツ連邦軍で運用が続けられると考えられている。2002年にはポーランド軍のレオパルト2A4の導入に伴い、ドイツ軍のSLT 50のうち6両がポーランド軍に引き渡された。
また、1980年代にはSLT 50 エレファントを補完する、より新しい戦車運搬車としてSLT 56 フランチェスカが開発され、計49両が製造されドイツ連邦軍に導入された。SLT 56は、増加装甲装着などにより重量の増大したレオパルト2A5/A6の輸送が可能であるが、トラクター部がSLT-50の8×8輪駆動から8×6輪駆動となり、またセミトレーラーには小径タイヤが使われており、オフロード性能はSLT-50よりも低下している。これを直接の理由としているかは不明であるが、2000年代後半のドイツ連邦軍のアフガニスタンへの派遣（GECON-ISAF）においては、SLT 50-3 エレファントが派遣されており、SLT 56 フランチェスカの派遣は見られなかった。また、SLT 50-3とSLT 56のトラクター/セミトレーラーには相互に接続互換性がある。
2013年になって、ドイツ連邦軍はSLT 50 エレファントの代替となる新型戦車運搬車としてSLT 2 マムートを12両導入した。SLT 2も従来のSLT 50、SLT 56のデザインを踏襲したような車両であるが、開発はファウン社ではなく、MAN社製のHX77軍用トラックをベースに開発されたHX81を採用したものである。

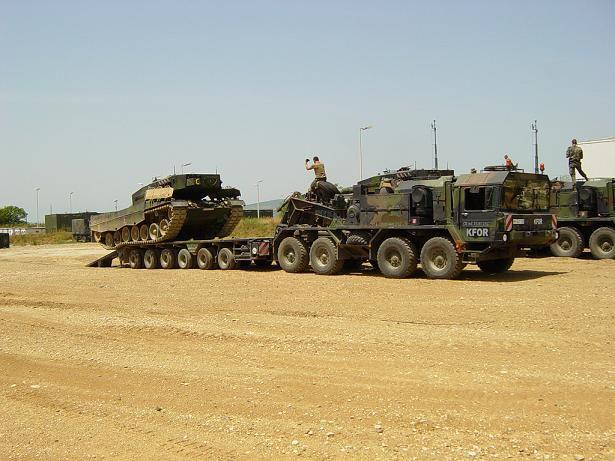
レオパルト2A4を積載したSLT 50-3。セミトレーラーはSLT 56 フランチェスカの物を使用。2002年、コソボ。
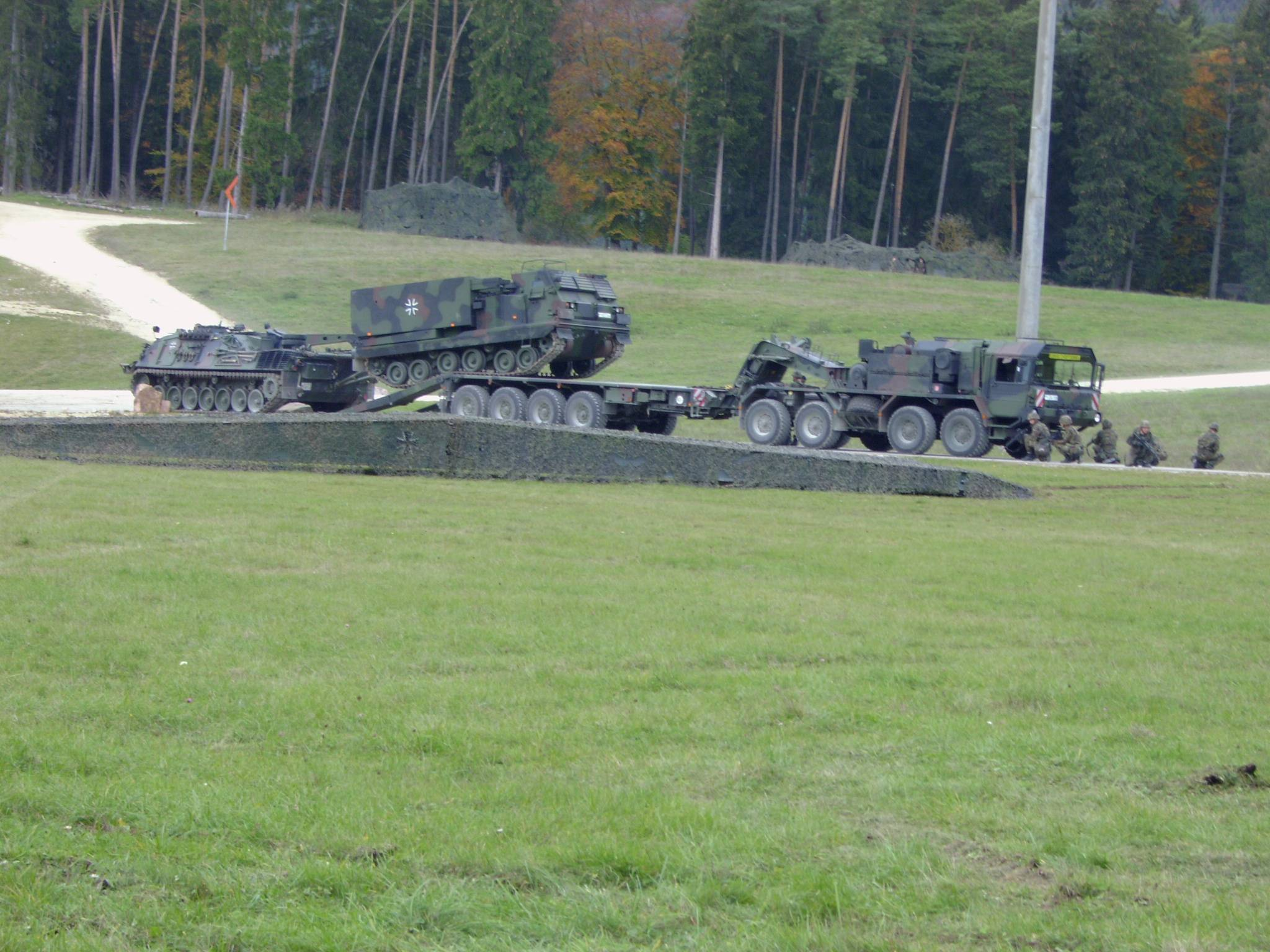
訓練でMARSを積載するエレファント。2006年。
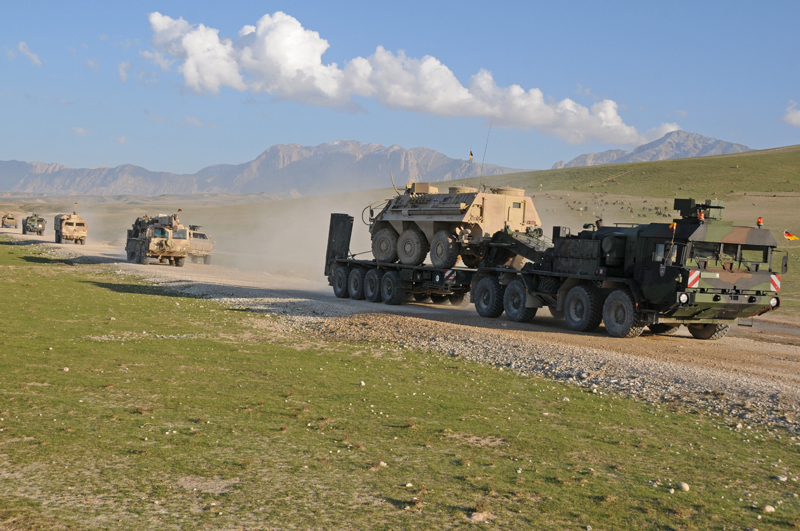
フクス装甲兵員輸送車を積載したエレファント。キャブ上のMG3機関銃にはシールドが取り付けられている。2009年、アフガニスタン。
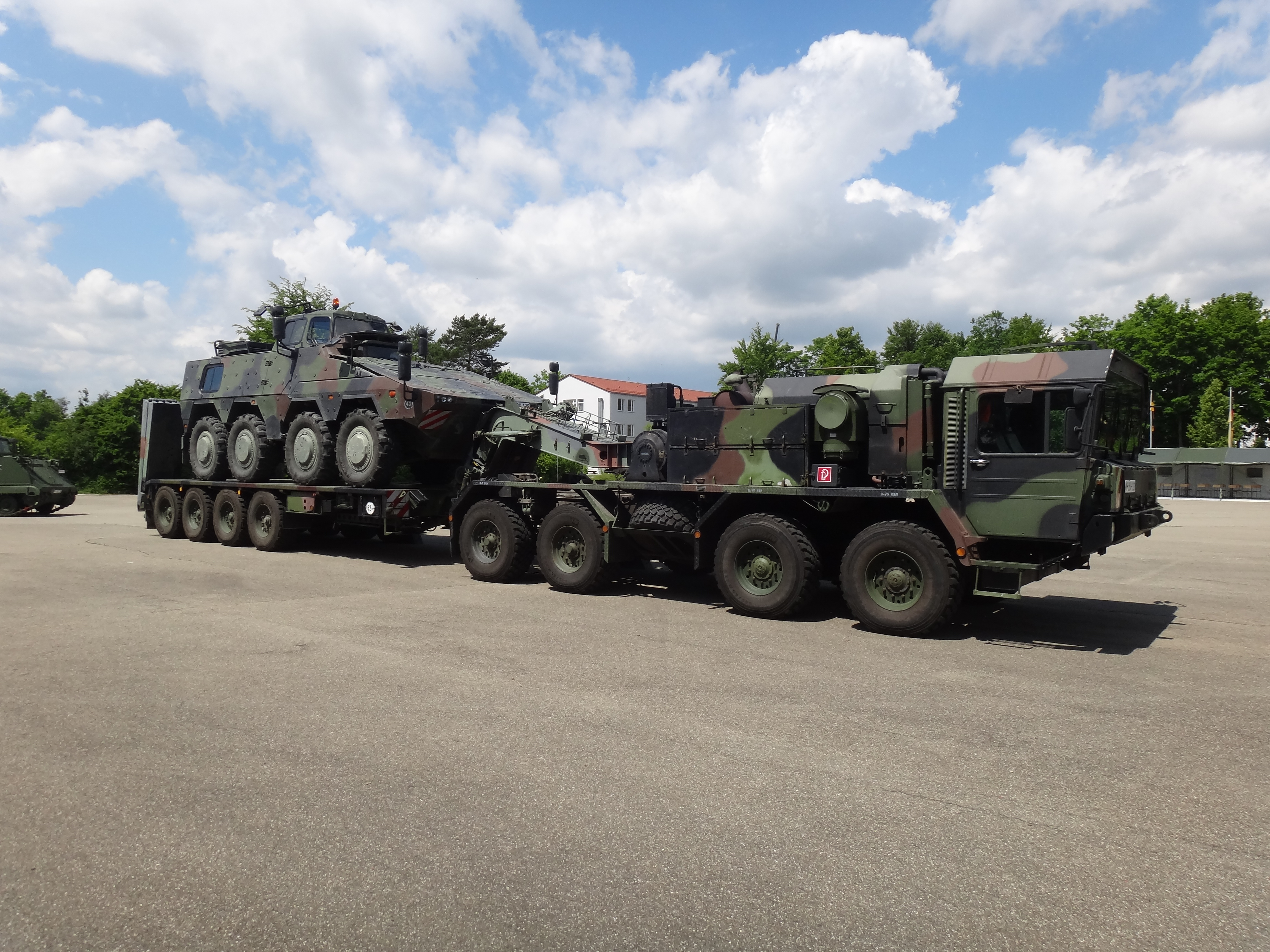
ボクサー装輪装甲車を積載したエレファント。2012年。
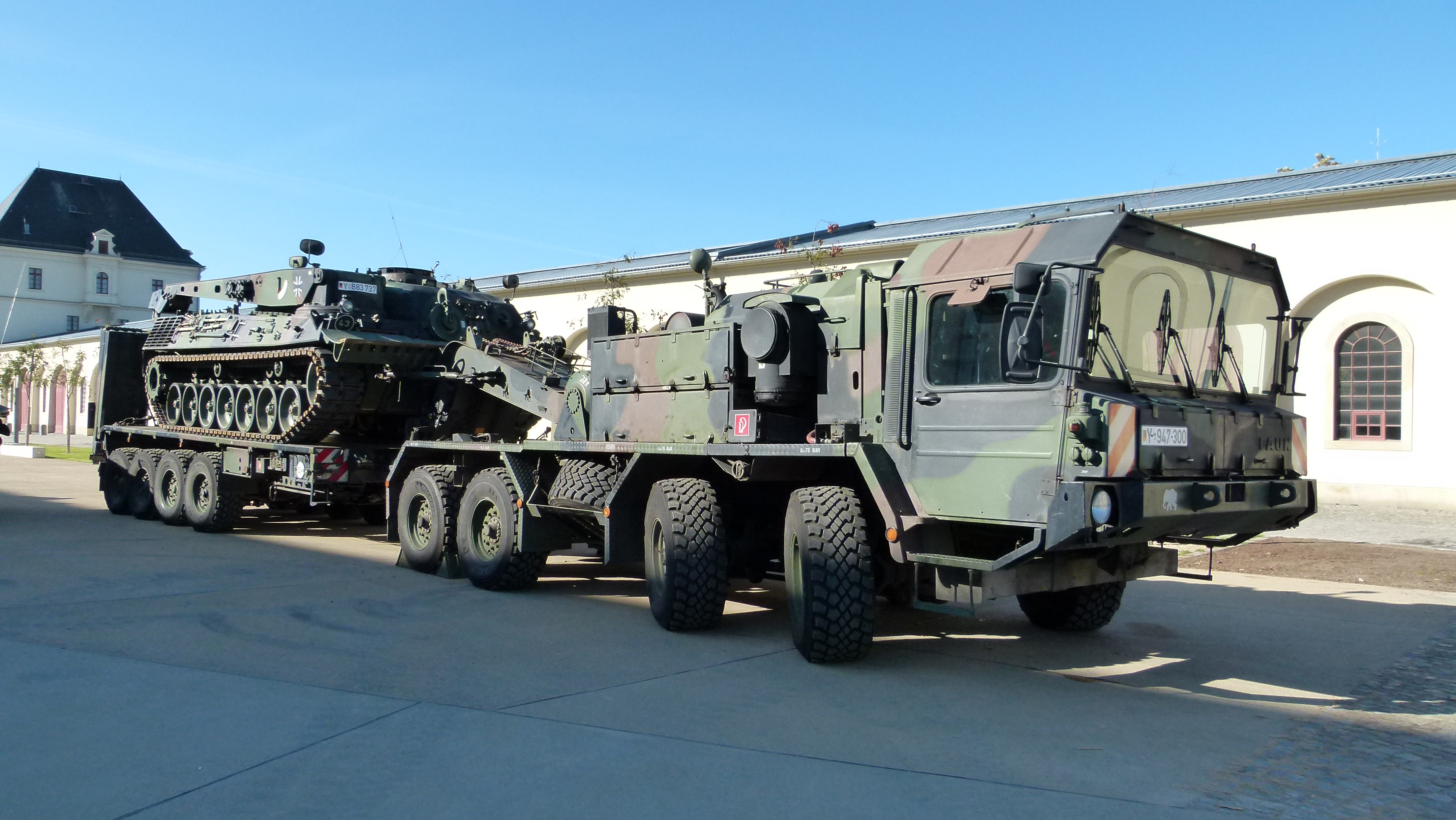
ベルゲパンツァー2を積載したSLT 50-3 エレファント。 2011年、ドイツ連邦軍軍事史博物館。

## 諸元

### SLT 50-3 トラクター
8輪駆動牽引車
- 全長: 8.83 m
- 全幅: 3.07 m
- 全重: 22,800 kg
- 機関: ドイツ MWM ディーゼル TBD 234 V型12気筒。出力734軸馬力。
- 最高速度: 整地された路上で65 km/h
- 航続距離: 600km
- 武装: 7.62mm ラインメタルMG3機関銃 1挺

### 52トン SaAnh （ザッテルヘンガー）
52t セミトレーラー
- 全長: 13.1 / 7.8 m   (結合時 / 単体)
- 全幅: 3.15 / 3.15 m   (結合時 / 単体)
- 全重: 16,200 kg (非搭載)
- 最大搭載量: 52,000 kg

## 使用国
- ドイツ -
- ポーランド - 2002年より、レオパルト2A4主力戦車と合わせて6両を導入。これらは新造車ではなくドイツ連邦軍で使用されていたものである。